# 알렉스 로드리게스
알렉산더 이매뉴얼 로드리게스(Alexander Emmanuel Rodriguez, 1975년 7월 27일 ~ )는 간단히 알렉스 로드리게스(Alex Rodriguez)로 잘 알려진 미국의 야구 선수이다. AROD(A-Rod)라는 별명으로도 잘 알려져 있다. 미국 프로 야구 1993년 시애틀 매리너스에 입단하여, 1994년에 메이저 리그에 데뷔, 유격수로 활동하였다. 2000년 텍사스 레인저스를 거쳐 2004년 뉴욕 양키스로 이적하였다. 로드리게스는 역대 최연소 통산 500홈런을 기록했다.(이전 기록은 1939년에 지미 폭스가 기록하였던 것이고, 이를 통해 배리 본즈의 통산 최다 홈런 기록을 깰 유력한 선수로 손꼽힌다. 90년대 중후반 시애틀, 2000년대 초반 텍사스, 2000년대 중후반 양키스 등 강한 팀타선의 덕을 보면서 타자친화구장(세이프코필드는 1년 반)에서만 뛰어왔던 로드리게스는 투수친화구장을 홈으로 쓰면서 고의사구를 700개 육박하게 받았고 더 뛸 수 있음에도 반강제로 은퇴를 해야만 했던 배리 본즈보다 통산 홈런 기록에 더 유리한 조건이다.) 스캇보라스를 에이전트로 두고 2007년 12월에는 양키스와 10년간 2억 7천 5백만 달러의 계약을 체결하면서, 종전 최고 기록이었던 자신의 2억 5천 2백만 달러를 갱신하며 야구 역사상 최고액의 계약을 성사시켰다.
그러나 그동안 부정해 왔던 금지약물 단백동화 스테로이드의 복용을 2009년 2월에 시인하였다. 그는 텍사스 레인저스 시절이던 2001년부터 2003년까지 경기력에 대한 압박감 때문에 이를 복용해 왔다고 밝혔다. 현 NBA 미네소타 팀버울브스와 WNBA 미네소타 링크스 공동구단주이다.

## 메이저리거 생활

### 시애틀 매리너스

#### 1994~1995년
로드리게스는 1993년 1순위로 시애틀 매리너스에 지명되었다. 그는 Roger Jongewaard에 의해 고등학교를 졸업하자마자 계약이 되었다. 1994년, 로드리게스는 시애틀의 AAA팀인 Calgary Cannons에서 시작하여, 32경기 119타석 37안타 6홈런 21득점, 3할 1푼 1리의 성적을 올렸다. 그 활약에 힘입어 1994년 7월 8일에는 메이저 리그로 승격, 시애틀 매리너스와 보스턴과의 경기에서 18세 11개월 11일의 나이로 유격수로 데뷔하였다. 이로써 로드리게스는, 1900년부터 시작하여 18세의 나이로 유격수로 데뷔한 세 번째 선수이자, 최근 10년간 처음으로 데뷔한 18세 선수이며, 시애틀 구단 역사상 가장 어린 유격수로 데뷔하게 되었다. 그의 첫 번째 메이저 리그 안타는 다음날인 7월 9일 펜웨이 파크에서 Segio Valdez를 상대로 기록했다. 그의 첫 번째 메이저 리그 경력은 한 달 만에 종료되었다(1994년 시즌은 메이저 리그 선수 파업으로 단축되었다).
로드리게스는 1995년 시즌을 메이저 리그 시애틀 매리너스와 산하 AAA팀인 Tacoma Rainiers를 오가며 지냈다. 6월 12일에는 캔자스 시티의 Tom Gordon을 상대로 메이저 리그 첫 홈런을 기록했다. 8월 이후 영구히 메이저 리그 로스터에 등록되며, 같은 해 포스트 시즌에도 두 타석 들어서면서, 메이저 리그 역사상 포스트 시즌을 뛴 최연소 선수로 기록되었다.

#### 1996: 풀타임 첫 시즌과 아깝게 놓친 mvp
다음 해, 로드리게스는 시애틀의 주전 유격수를 맡아, 36홈런 123득점 3할 5푼 8리의 성적을 거둔다(이 기록은 아메리칸 리그 우타자로서는 1939년 조 디마지오의 3할 8푼 1리 이후 최고의 성적이며, 유격수로서는 역대 3위에 해당하는 기록이다). 21살 1개월에 1955년의 알 칼라인(20세)과 1907년의 타이 콥(20)에 이어 아메리칸 리그 타격왕에 등극하고, 35홈런 이상을 기록한 역사상 3번째로 어린 선수가 되었다. 또한 메이저 리그에서 1960년 이후 첫 번째로 타격 관련 상을 수상한 유격수가 되었고(아메리칸 리그에서는 1944년 이후 최초의 기록이다), 20세 11개월에는 올스타 게임 역사상 최연소 유격수로 선정되었다. 또, 아메리칸 리그에서 141득점 379루타 54개의 2루타로 각각 1위를 했고, 215안타 91장타(2루타+3루타+홈런)로 각각 2등을 했으며, 멀티 히트 65개로 이 부문 3위, 장타율 6할 3푼 1리로 4위, 123타점 출루율 4할 1푼 4리로 각각 부문 8위에 올랐다. 로드리게스는 득점, 안타, 2루타, 장타, 장타율 부문에서 유격수로서는 최고를 기록했고, 공동 최고 루타기록을 세웠으며, 시애틀 역사상 유격수로서 타율, 득점, 안타, 2루타, 루타 기록을 모두 경신했다.
그는 The Sporting News와 Associated Press 모두에서 올해의 선수상을 수상했고, 메이저 리그 역사상 가장 어린 MVP에 오를 수 있었다. 그러나 이 해 290 대 287의 득표차로 Juan González에게 MVP를 넘겨주었다. 이 해의 투표는 역사상 2번째로 치열한 투표였다.

#### 1997–99년
1997년 로드리게스의 기록은 23홈런 84타점 3할로 하락하였다. 7월 5일에는 디트로이트를 상대로 사이클링 히트를 기록했는데, 이는 시애틀 매리너스 사상 두 번째 기록이며, 21세 10개월은 역사상 5번째로 어린 기록이다. 팬 투표로 아메리칸 리그 올스타에 유격수로 선발됐으며, 이는 칼 립켄 주니어 이후 13년만의 기록이다.
1998년 로드리게스는 다시 기록이 상승하였다. 42홈런으로 아메리칸 리그 유격수 홈런 기록을 갱신함과 동시에 40홈런 이상을 친 단 3명의 유격수 중 한명에 이름을 올렸고, 46도루를 성공하며 역사상 세 번째 40-40클럽에 가입하였다. 이 해에 기록한 파워/스피드 넘버 43.9는 2008년까지 최고의 기록으로 남아있다.
그는 선수들이 뽑은 아메리칸 리그 올해의 선수가 되었고, 두 번째 실버 슬러거 상을 수상했으며, MVP 투표에서 10위 안에 들었다.
1999년, 그는 30경기 이상을 부상으로 결장하고도 다시 한번 42홈런을 때려냈다.

#### 2000: 시애틀에서의 마지막 시즌
랜디 존슨과 켄 그리피 주니어를 팔아 넘긴 시애틀에서, 로드리게스는 구단의 프랜차이즈 선수로 2000년을 시작하였다. 그는 41홈런 132타점 3할 1푼 6리의 타율로 슈퍼스타의 면모를 과시했다. 100볼넷으로 그의 통산 경력 중 최고 기록을 기록했고, 한 시즌에 100타점 100득점 100볼넷을한 유일한 유격수가 되었다. 이 해 아메리칸 리그 챔피언십 시리즈에서 비록 시애틀은 뉴욕 양키즈에게 졌지만, 그는 4할 9리의 타율과 7할 7푼 3리의 장타율을 기록했다.
그는 BBWAA 아메리칸 리그 MVP 투표에서 3위에 들었다.

### 텍사스 레인저스
2000년에 FA자격을 얻은 로드리게스는, 2000년 시즌 종료 후, 디비전 시리즈 진출에 실패한 텍사스 레인저스와 계약하게 되었다. 스포츠 역사상 최고액인 10년 2억 5천 2백만 달러에 계약하면서, 종전 야구 기록보다 6천 3백만 달러 이상 비싼 계약의 주인공이 되었다.
1년 뒤의 Daily News와의 인터뷰에서, 그는 텍사스 레인저스와 계약한 사실을 후회하면서, 뉴욕 메츠를 더 선호했었다는 사실을 털어 놓았다.

#### 2001–02: 전성기를 맞이하다
로드리게스의 타력은 텍사스로 이적하면서 더욱 상승했다. 텍사스에서의 첫 번째 시즌에서, 로드리게스는 52홈런 133득점 393루타를 기록하면서 유격수로서 가장 뛰어난 성적을 거두었다. 그는 1932년 이후 첫 번째로 50홈런과 200안타를 친 선수가 되었고, 홈런왕에 등극한 리그 세 번째 유격수가 되었으며, 1968년 이후 두 번째로 홈런, 득점, 루타 리그 선두에 동시에 오른 선수가 되었다(393 루타 기록은 메이저 리그 역사상 유격수로서는 최고의 기록이 되었다). 52홈런은 역사상 여섯 번째로 어린 1시즌 50홈런 기록이며, 1958년 어니 뱅크스의 47홈런을 뛰어 넘은 유격수 역사상 최고의 기록이었고, 1980년 필라델피아 필리스의 3루수 마이크 슈미트의 48개 기록을 갱신한 내야수(1루수 제외) 최다 기록이 되었다. 이해는 그의 5번째 30홈런 달성 시즌이었고, 이로써 어니 뱅크스의 유격수 기록과 타이를 이루었다. 또한 87개의 장타(리그 선두)와 135타점(리그 3위), 6할 2푼 2리의 장타율(리그 3위)를 기록하였다. 201개의 안타로 아메리칸 리그 안타 순위 4위에 랭크되었고, 3할 1푼 8리의 타율(리그 7위), 출루율 3할 9푼 9리(리그 8위)를 기록하였다. 텍사스 레인저스의 홈런, 득점, 진루타, 몸에 맞는 볼 기록을 새로 수립하였고, 팀 역사상 2번째로 많은 장타, 4번째로 많은 타점을 기록하였다. 그는 팀에서 가장 많은 출루, 안타, 2루타(34개), 홈런, 타점, 장타율, 출루율을 기록했고, 팀에서 두 번째로 많은 볼넷(75개), 도루(18개), 결승타(14개)를 기록하면서 그의 캐리어 하이 시즌(홈런, 타점, 진루)을 보냈다. 로드리게스는 161게임에서 유격수로 나서고, 1게임에서 지명타자로 나서면서 2001년 시즌 전 경기를 출장한 유일한 메이저 리그 선수가 되기도 하였다.
로드리게스는 2002년에는 메이저 리그 홈런왕에 올랐고(57홈런), 142타점과 389루타를 기록하면서, 1984년 이후 3개 부문을 싹쓸이한 첫 번째 선수가 되었다. 4월에만 기록한 9개의 홈런은 2008년까지 2000년 이반 로드리게스, 2003년 칼 에브렛, 2007년 이안 킨슬러와 함께 공동 1위의 팀 기록이 되었다. 57홈런 기록은 아메리칸 리그 역사상 6번째의 기록이면서, 1961년 로저 메리스의 61개 이후 최고의 기록이다. 아메리칸리그에서 유격수로 2년 연속 골드글러브를 수상하였다.
2년 동안, 텍사스 레인저스는 아메리칸 리그 서부 지구를 우승했고, 같은 해 MVP 투표에서 로드리게스는 아메리칸 리그 서부 지구 2등인 오클랜드 어슬레틱스(103승)의 유격수 미겔 테하다와 mvp를 두고 경쟁했지만, mvp는 테하다에게 돌아갔다.

#### 2003: 자신의 첫 AL MVP를 수상하다
이 시즌에 로드리게스는 161경기 출장 타율 0.298 47홈런 118타점으로 정규시즌 MVP를 차지하였다.
하지만, 이 2003년시즌 텍사스 레인저스는 이러한 로드리게스의 선전에는 부응하지 못하듯 팀성적은 승률 0.438로 1위인 오클랜드 어슬레틱스와 25경기차로 아메리칸리그 서부지구 최하위권에 기록하게 된다.
텍사스 레인저스에는 또 하나의 악재가 있었는데, 박찬호와 러스티 그리어 등등 거액의 FA선수를 많이 영입한 탓에 결국 FA후유증에 걸리게 되어 2003년 시즌 끝난뒤 팀내 연봉 최다선수인 로드리게스를 뉴욕 양키스의 2루수인 알폰소 소리아노와 트레이드하게 되었다.

### 뉴욕 양키스
뉴욕 양키스 2루수인 알폰소 소리아노와 맞트레이드 되어 2004년부터 양키스 유니폼을 입게 되었다.
뉴욕 양키스로 이적후 유격수 자리에는 뉴욕의 심장이자 양키스의 영원한 캡틴인 데릭 지터가 있었기에 유격수에서 3루수로 전업하게 되었다.

#### 2004년
로드리게스는 2004년 자신이 원하던 우승권에 가까운 팀인 뉴욕 양키스에 이적하게 되었다.
양키스의 첫 시작은 무난하게 중심타선으로 활약하였다. 2004년 시즌에 600타석 이상을 기록했고, 홈런개수도 팀내최고의 타자였던 게리 셰필드와 함께 36개로 팀내 공동1위였다. 동시에 106타점을 달성하여, 자신의 7번째 30홈런 100타점 시즌을 만들어냈다.
양키스의 첫해도 무난하게 활약하여 보냈지만, 플레이오프 시즌 보스턴 레드삭스전에서 6차전 브론슨 아로요 태그아웃 상황에서 이른바 '핸드터치 사건'으로 인해 팀내 분위기는 가라앉고, 결국 플레이오프 시즌을 역전패 하는 첫해를 보내게 되었다.

#### 2005년
2005년에 로드리게스는 소속팀에서 가장 돋보이는 활약을 보였다.
시즌 타율 0.321 48홈런 130타점으로 시즌을 마무리하는데, 이 시즌은 아메리칸 리그 홈런 1위 (메이저 리그 전체 1위는 앤드류 존스) 타점 4위를 득점 1위를 기록하며 정규시즌 MVP과 실버슬러거 상을 수상하였다.
하지만, 포스트시즌에선 타율 1할대로 부진하게 되어 이후 '포스트시즌에 약한선수'란 오명을 가지게 되었다.

#### 2006년
2006년은 로드리게스에게 있어 악몽의 해라고 해도 과언이 아니었던 해였다. 시즌 시작전 제1회 월드베이스볼 클래식 미국대표팀으로 활약하기도 하였고 성적 자체는 0.290 35홈런 121타점을 기록하여 아메리칸리그 홈런 8위 타점 4위를 거두는 무난한 성적을 거두었지만, 문제는 들쭉날쭉한 타격 페이스와 중요한 상황에서 클러치 능력이 떨어진다는 비난을 받았다. 특히 수비에서 수많은 에러를 범하며 '에러로드'라는 별명을 얻었고 무시나 선발등판경기에서 에러 3개를 범하고 나서 점잖기로 유명한 무시나에게 직접적인 비난을 받기도 했다.
게다가 시즌중 8번과 2번 타자로 기용되는둥 여러 악재가 겹치며 양키스의 구단주 스테인브레너의 "그 3루수라는" 발언등등으로 여러 가지 악재가 겹치며 시즌을 마무리 하게 되었다.
2006년 시즌에는 아무 상도 수상하지 못하였으나, 올스타전에는 출전했다.

#### 2007년
2007년의 로드리게스는 그야 말로 "기적"이란 단어를 사용할만큼 놀라운 부활을 알렸다.
4월 한달에만 14홈런으로 4월 월간 최다홈런 타이기록을 세웠다. 2007년 시즌 타율 0.314 54홈런 156타점 143득점을 기록하였다.
특히 로드리게스가 3루수로서 기록한 54개의 홈런은 역대 3루수한시즌 최다홈런이였다.
역시 정규시즌 mvp와 실버슬러거상을 수상하면서 포스트시즌에 진출하나, 포스트 시즌에서 홈런 1개를 치는 활약 이외엔 딱히 인상적인 모습을 보이지 못했다.

#### 2008년
2008년의 로드리게스는 부상으로 약 20경기가량 결장하지만, 타율 0.302 35홈런 102타점의 쾌거를 올리며 자신의 12번째 30홈런 100타점 시즌을 만들어 내어 이어갔다.
아메리칸 리그 홈런 3위 타점 8위를 기록했다.
하지만, 팀은 플레이오프 진출조차 실패했으며 이때 로드리게스의 텍사스 레인저스 시절 약물복용했다는것에 대한 폭로와 할리우드 스타와의 열애설 등등으로 야구외적인 문제로 구설수에 오르게 되었다.
로드리게스는 결국 텍사스 레인저스 시절 금지약물복용에 대한 진상조사이후에 기자회견을 통해 심정을 토로했다.

#### 2009년
2009시즌은 로드리게스에게 암울하면서도 놀라운 시즌이었다.
시즌이 시작하기전 엉덩이 부상을 당한 로드리게스는 5월에나 복귀가 가능하다는 진단을 받게 되었다.
결국, 로드리게스는 정규시즌 초반 40경기가량을 결장하고 5월 8일날 2009시즌 첫 출장을 하게 되었다. 이 때문에 로드리게스는 12년간 쌓아온 매년 30홈런 100타점의 기록이 끝날 상황에 놓이게 되었다.
하지만 2009년 10월 4일, 정규시즌 마지막 경기를 앞두고 28홈런 93타점을 기록하고 있던 로드리게스는, 마지막 경기에서 3안타 2홈런 7타점으로 정확히 정규시즌 30홈런 100타점을 달성함으로써 13년연속 30홈런 100타점의 기록을 이어나가게 되었다.
게다가, 그의 소속팀 뉴욕 양키스는 정규시즌에서 무려 6할이 넘는 승률로 플레이오프 시즌에 진출하였다.
디비전시리즈에서 .455 2홈런 6타점, 챔피언시리즈에서 .429 3홈런 6타점, 월드시리즈에서는 .250 1홈런 6타점을 기록하였고, 마침내 그는 지난번 포스트시즌의 안좋은 기억을 떨쳐 버리고, 생애 첫 월드시리즈 우승을 누리는 영광을 누렸다.
2009년 시즌에는 0.286 30홈런 100타점을 기록하였다.

#### 2010년 이후
2010시즌 이후에는 확실히 노쇠화된 모습을 보여주고 있다. 같은 동갑내기 약물복용자였던 데이빗 오티스에 비해서 그의 성적은 매년 빠른 속도로 떨어져가고 있다. 2010시즌에는 스트라이크 존을 통과하는 패스트볼 헛스윙비율이 12%였으나 2012시즌에는 그 비율이 22%로 증가했다. 정규시즌에도 안 좋았던 그는 결국 2012 포스트시즌에 25타수 3안타 12삼진 2볼넷 .120 .185 .120을 기록하면서 로빈슨 카노, 커티스 그랜더슨, 닉 스위셔와 함께 뉴욕 양키스 4적이라는 불명예를 안았다.
2015 시즌에는 부활에 성공하며 7월 1일 현재 .286 .389 .909의 타/출/장 비율 스탯과 함께 15홈런 45타점으로 양키스의 타선을 마크 테세이라와 함께 이끌고 있다.
6월 19일에는 디트로이트 타이거스의 저스틴 벌랜더를 상대로 솔로 홈런을 기록하며, 행크 아론, 윌리 메이스, 에디 머레이, 라파엘 팔메이로에 이어 역사상 5번째로 3000안타, 500홈런 클럽에 가입하게 되었다. 이는 2011년 데릭 지터 이후 약 4년 만에 나온 3000안타 클럽 가입자이기도 하다. 또한 웨이드 보그스, 데릭 지터에 이어 역대 3번째로 통산 3000번째 안타를 홈런으로 장식한 선수가 되었다.

## 수상경력
- 1996년 아메리칸리그 실버슬러거 유격수 부문
- 1998년 아메리칸리그 실버슬러거 유격수 부문
- 1999년 아메리칸리그 실버슬러거 유격수 부문
- 2000년 아메리칸리그 실버슬러거 유격수 부문
- 2001년 아메리칸리그 실버슬러거 유격수 부문, 행크아론상
- 2002년 아메리칸리그 실버슬러거, 골든글러브 유격수 부문, 행크아론상
- 2003년 아메리칸리그 실버슬러거, 골든글러브 유격수 부문, 행크아론상
- 2003년 아메리칸리그 MVP
- 2005년 아메리칸리그 실버슬러거 유격수부문, 아메리칸리그 MVP
- 2007년 아메리칸리그 홈런, 타점, 득점, 장타율 1위, 아메리칸리그 MVP
- 2010년 베이브루스상

## 연도별 타격 성적
| 연 도          | 소 속          | 나 이          | 출 장 | 타 석 | 타 수 | 득 점 | 안 타 | 2 루 타 | 3 루 타 | 홈 런 | 타 점 | 도 루 | 도 실 | 볼 넷 | 삼 진 | 타 율 | 출 루 율 | 장 타 율 | O P S | 루 타 | 병 살 타 | 몸 맞 | 희 타 | 희 플 | 고 4 |
| -------------- | -------------- | -------------- | ----- | ----- | ----- | ----- | ----- | ------- | ------- | ----- | ----- | ----- | ----- | ----- | ----- | ----- | -------- | -------- | ----- | ----- | -------- | ----- | ----- | ----- | ---- |
| 1994           | SEA            | 19             | 17    | 59    | 54    | 4     | 11    | 0       | 0       | 0     | 2     | 3     | 0     | 3     | 20    | .204  | .241     | .204     | .445  | 11    | 0        | 0     | 1     | 1     | 0    |
| 1995           | SEA            | 20             | 48    | 149   | 142   | 15    | 33    | 6       | 2       | 5     | 19    | 4     | 2     | 6     | 42    | .232  | .264     | .408     | .672  | 58    | 0        | 0     | 1     | 0     | 0    |
| 1996           | SEA            | 21             | 146   | 677   | 601   | 141   | 215   | 54      | 1       | 36    | 123   | 15    | 4     | 59    | 104   | .358  | .414     | .631     | 1.045 | 379   | 15       | 4     | 6     | 7     | 1    |
| 1997           | SEA            | 22             | 141   | 638   | 587   | 100   | 176   | 40      | 3       | 23    | 84    | 29    | 6     | 41    | 99    | .300  | .350     | .496     | .846  | 291   | 14       | 5     | 4     | 1     | 1    |
| 1998           | SEA            | 23             | 161   | 748   | 686   | 123   | 213   | 35      | 5       | 42    | 124   | 46    | 13    | 45    | 121   | .310  | .360     | .560     | .919  | 384   | 12       | 10    | 3     | 4     | 0    |
| 1999           | SEA            | 24             | 129   | 572   | 502   | 110   | 143   | 25      | 0       | 42    | 111   | 21    | 7     | 56    | 109   | .285  | .357     | .586     | .943  | 294   | 12       | 5     | 1     | 8     | 2    |
| 2000           | SEA            | 25             | 148   | 672   | 554   | 134   | 175   | 34      | 2       | 41    | 132   | 15    | 4     | 100   | 121   | .316  | .420     | .606     | 1.026 | 336   | 10       | 7     | 0     | 11    | 5    |
| 2001           | TEX            | 26             | 162   | 732   | 632   | 133   | 201   | 34      | 1       | 52    | 135   | 18    | 3     | 75    | 131   | .318  | .399     | .622     | 1.021 | 393   | 17       | 16    | 0     | 9     | 6    |
| 2002           | TEX            | 27             | 162   | 725   | 624   | 125   | 187   | 27      | 2       | 57    | 142   | 9     | 4     | 87    | 122   | .300  | .392     | .623     | 1.015 | 389   | 14       | 10    | 0     | 4     | 12   |
| 2003           | TEX            | 28             | 161   | 715   | 607   | 124   | 181   | 30      | 6       | 47    | 118   | 17    | 3     | 87    | 126   | .298  | .396     | .600     | .995  | 364   | 16       | 15    | 0     | 6     | 10   |
| 2004           | NYY            | 29             | 155   | 698   | 601   | 112   | 172   | 24      | 2       | 36    | 106   | 28    | 4     | 80    | 131   | .286  | .375     | .512     | .888  | 308   | 18       | 10    | 0     | 7     | 6    |
| 2005           | NYY            | 30             | 162   | 715   | 605   | 124   | 194   | 29      | 1       | 48    | 130   | 21    | 6     | 91    | 139   | .321  | .421     | .610     | 1.031 | 369   | 8        | 16    | 0     | 3     | 8    |
| 2006           | NYY            | 31             | 154   | 674   | 572   | 113   | 166   | 26      | 1       | 35    | 121   | 15    | 4     | 90    | 139   | .290  | .392     | .523     | .914  | 299   | 22       | 8     | 0     | 4     | 8    |
| 2007           | NYY            | 32             | 158   | 708   | 583   | 143   | 183   | 31      | 0       | 54    | 156   | 24    | 4     | 95    | 120   | .314  | .422     | .645     | 1.067 | 376   | 15       | 21    | 0     | 9     | 11   |
| 2008           | NYY            | 33             | 138   | 594   | 510   | 104   | 154   | 33      | 0       | 35    | 103   | 18    | 3     | 65    | 117   | .302  | .392     | .573     | .965  | 292   | 16       | 14    | 0     | 5     | 9    |
| 2009           | NYY            | 34             | 124   | 535   | 444   | 78    | 127   | 17      | 1       | 30    | 100   | 14    | 2     | 80    | 97    | .286  | .402     | .532     | .933  | 236   | 13       | 8     | 0     | 3     | 7    |
| 2010           | NYY            | 35             | 137   | 595   | 522   | 74    | 141   | 29      | 2       | 30    | 125   | 4     | 3     | 59    | 98    | .270  | .341     | .506     | .847  | 264   | 7        | 3     | 0     | 11    | 1    |
| 2011           | NYY            | 36             | 99    | 428   | 373   | 67    | 103   | 21      | 0       | 16    | 62    | 4     | 1     | 47    | 80    | .276  | .362     | .461     | .823  | 172   | 13       | 5     | 0     | 3     | 1    |
| 2012           | NYY            | 37             | 122   | 529   | 463   | 74    | 126   | 17      | 1       | 18    | 57    | 13    | 1     | 51    | 116   | .272  | .353     | .430     | .783  | 199   | 13       | 10    | 0     | 5     | 3    |
| 2013           | NYY            | 38             | 44    | 181   | 156   | 21    | 38    | 7       | 0       | 7     | 19    | 4     | 2     | 23    | 43    | .244  | .348     | .423     | .771  | 66    | 5        | 2     | 0     | 0     | 1    |
| 2015           | NYY            | 40             | 151   | 620   | 523   | 83    | 131   | 22      | 1       | 33    | 86    | 4     | 0     | 84    | 145   | .250  | .356     | .486     | .842  | 254   | 17       | 6     | 0     | 7     | 5    |
| 2016           | NYY            | 41             | 65    | 243   | 225   | 19    | 45    | 7       | 0       | 9     | 31    | 3     | 0     | 14    | 67    | .200  | .247     | .351     | .598  | 79    | 4        | 1     | 0     | 3     | 0    |
| MLB 통산: 22년 | MLB 통산: 22년 | MLB 통산: 22년 | 2784  | 12207 | 10566 | 2021  | 3115  | 548     | 31      | 696   | 2086  | 329   | 76    | 1338  | 2287  | .295  | .380     | .550     | .930  | 5813  | 261      | 176   | 16    | 111   | 97   |

- 시즌 기록 중 굵은 글씨는 해당 시즌 최고 기록

## 같이 보기
- 30-30 클럽